# Ugoszcz (województwo mazowieckie)
Ugoszcz – wieś w Polsce położona w województwie mazowieckim, w powiecie węgrowskim, w gminie Miedzna. Ma status sołectwa.
W latach 1975–1998 miejscowość należała administracyjnie do województwa siedleckiego.
We wsi znajduje się rzymskokatolicki kościół parafialny pw. św. Antoniego Padewskiego.

## Historia
Miejscowość Ugoszcz wzmiankowana jest po raz pierwszy w XV wieku. W 1477 roku król Kazimierz IV Jagiellończyk odebrał wieś jej wcześniejszemu właścicielowi Mikołajowi Ugosckiemu i przekazał ją marszałkowi hospodarskiemu Janowi Kuczukowi. W 1498 roku jego syn Wojciech Kuczukowicz odsprzedał Ugoszcz i sąsiednią wieś Rostki sędziemu ziemskiemu drohickiemu Mikołajowi Wodyńskiemu i jego bratankom. Wieś Ugoszcza posiadała w 1673 roku podkomorzyna koronna Konstancja Butlerowa, leżała w ziemi drohickiej województwa podlaskiego w 1795 roku.
Parafię św. Antoniego Padewskiego w Ugoszczy erygowano w 1923 roku. Wcześniej jej obszar należał do parafii Miedzna.